# Kazimierz Laskowski (poeta)

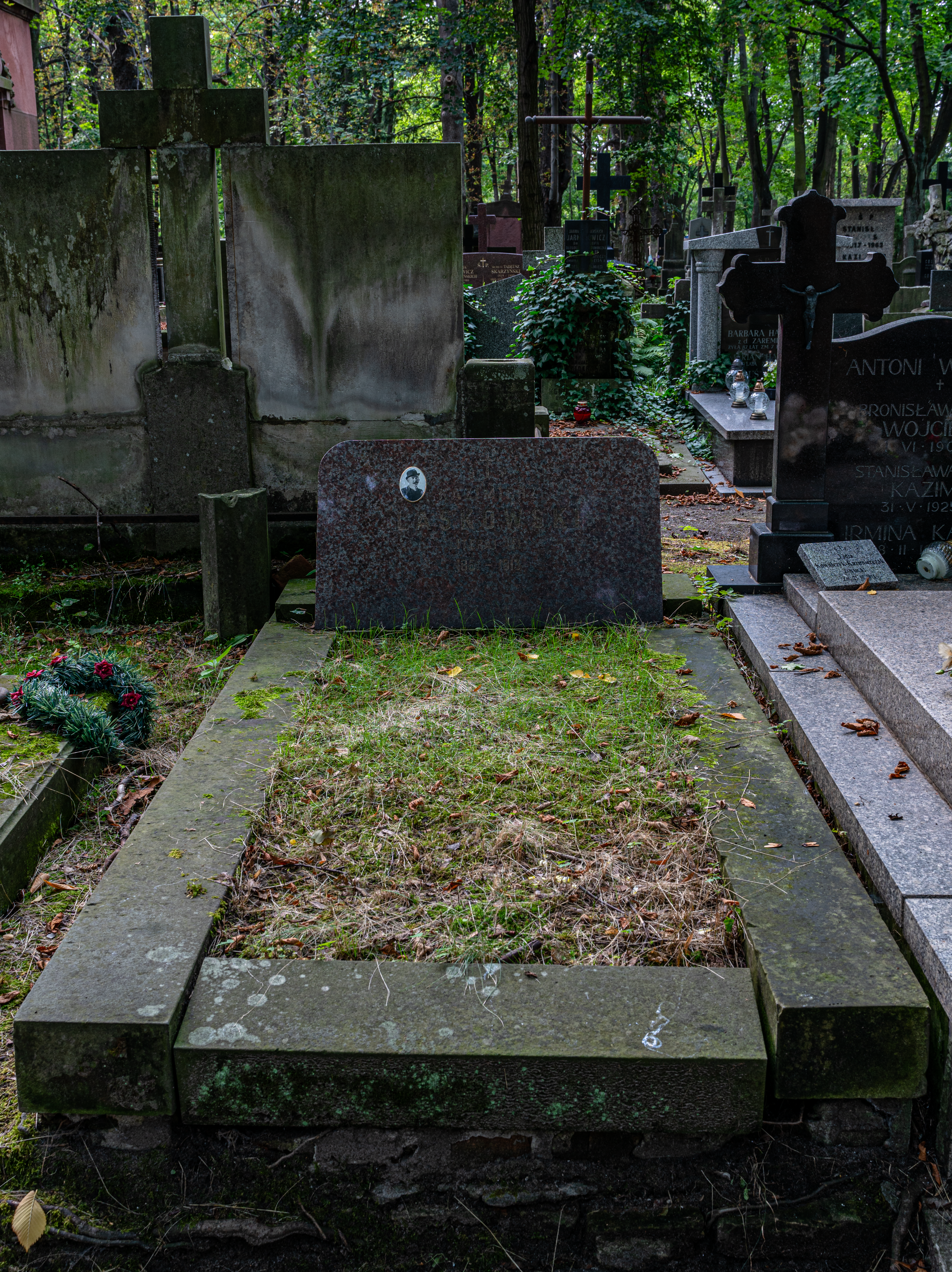
Grób Kazimierza Laskowskiego na cmentarzu Powązkowskim

Kazimierz Laskowski ps. „El” (ur. 1861 w Tokarni, zm. 29 stycznia 1913 w Warszawie) – polski pisarz, poeta.

## Życiorys
Był synem Tomasza i Walerii z Rakowskich. Uczył się w Krakowie, studiował w Niemczech. Potem zamieszkał na wsi w Podgajach, skąd pisywał korespondencje i wiersze. W 1890 wybrany zastępcą radcy T.K.Z. w Kielcach. W 1892 roku przeniósł się do Warszawy i współpracował ze "Słowem". Pisał też do innych gazet warszawskich. Popularność zdobył dzięki wierszom. Publikował je w „Kurierze Warszawskim”, później w "Gońcu". Tworzył też piosenki i dramaty.
Został pochowany na cmentarzu Powązkowskim w Warszawie (kwatera 52, rząd 1, miejsce 8).

## Twórczość
Powieści:
- Zrośli z ziemią. Opowieść (1897)
- Kosztowni dobrodzieje. Sylwetki z bruku (1897)
- Licytanci. Szkice z życia (1900)
- Surdutowiec. Powiastka (1901)
- Weseliska (1904)
- Agent policyjny: (z papierów po Hektorze Blau) (1907); kryminał
- Z rapsodów wolności (1907)
- Ostatnia szarża (1907)
- Oluś u króla zimy (1909)
- Kulturträger. Cz. 1 (1925)
- Kulturträger. Cz. 2 (1925)
- Parcelacje
- Zużyty
- Na giełdzie cnoty
- W Ojców ślady
- Dygnitarze wioskowi
- Z powrotem
- Licytanci

Wiersze
- Wiersze i śpiewki (seria I, II)
- Z chłopskiej piersi (serie I-V)
- Z majowych dni
- Bańki mydlane (1902)
- Melodie (1903)
- Z pod serca. Wiersze i śpiewki (1904)
- Pozwól mi mówić! Erotykii (1905)
- Satyry polityczne (1907)
- Wybór prac poetyckich. T. 2: Erotyki (1909)
- Wybór prac poetyckich. T. 3: Liryki (1909)
- Wybór prac poetyckich. T. 4: Satyry i fraszki (1909)
- Wybór prac poetyckich. T. 5: Pogrzeb. Tryptyk sceniczny, wierszem (1909)
- Wybór prac poetyckich. T. 6: Wiersze i śpiewki (1909)
- Choć jeno Polską chodzę... (1911)
- Z chałupy... Wiersze i piosenki (1916)

Dramaty
- Pogrzeb. Tryptyk sceniczny, wierszem (1902)
- Epizod do Pana Tadeusza